# Sunny Sweeney
Sunny Michaela Sweeney (Longview, 7 dicembre 1976) è una cantautrice statunitense.
Nata nel Texas orientale, prima di diventare una cantante sognava di essere un'attrice improvvisatrice. S'è trasferita a New York per raggiungere tale scopo; comunque, i suoi colleghi l'hanno spronata a diventare una cantante, e per questo motivo è tornata in Texas.
Ha firmato un contratto con i Big Machine Records. Il suo album di debutto, Heartbreaker's Hall of Fame, è stato pubblicato nel 2007, ma né l'album né i tre singoli da esso estratti sono riusciti ad entrare in classifica. Nel 2011 è uscito Concrete, che è entrato alla ventunesima posizione della classifica statunitense. Il primo singolo estratto da Concrete, From a Table Away, è entrato in top ten nella classifica country statunitense.

## Discografia

### Album in studio
- 2007 - Heartbreaker's Hall of Fame
- 2011 - Concrete
- 2014 - Provoked
- 2017 - Trophy

### EP
- 2011 - Sunny Sweeney

### Singoli
- 2007 - If I Could
- 2008 - Ten Years Pass
- 2008 - East Texas Pines
- 2010 - From a Table Away
- 2011 - Staying's Worse Than Leaving
- 2011 - Drink Myself Single
- 2014 - Bad Girl Phase
- 2015 - My Bed (con Will Hoge)
- 2016 - Can't Let Go
- 2017 - Why People Change
- 2017 - Better Bad Idea
- 2017 - Bottle by My Bed